# Cybertron
 (décembre 2023).
Si vous disposez d'ouvrages ou d'articles de référence ou si vous connaissez des sites web de qualité traitant du thème abordé ici, merci de compléter l'article en donnant les références utiles à sa vérifiabilité et en les liant à la section « Notes et références ».
Cybertron est la planète fictive d'où sont originaires les Transformers. Dans la version japonaise, le mot « Cybertron » est aussi employé pour désigner les Autobots, et se prononce « Seibertron ».

## Description
On sait que la planète est faite intégralement de métal et qu'elle était avant sa destruction une œcuménopole ou presque. Seuls certains lieux sont récurrents au fil des séries:
- Iacon, la capitale des Autobots
- Kaon, la capitale des Decepticons
- La Mer de Rouille, zone particulièrement inhospitalière

## Histoire

### Génération 1
Dans la série originale de Transformers, Cybertron était une planète utilisée par les Quintessons comme usine pour assembler et créer des robots destinés pour les uns à servir de travailleurs et les autres à servir de soldats. Après une rébellion qui chassa les Quintessons hors de la planète, les travailleurs devinrent les Autobots tandis que les soldats devinrent les Decepticons. Ces deux factions, après avoir vécu en paix un temps, finirent par s'engager dans une guerre civile, qui constitue l'intrigue des différentes histoires de la série. Entre le départ des Quintessons et la Guerre Civile, Cybertron entra dans un « âge d'or », où la planète devint réellement de couleur dorée. Cependant, l'énergie dépensée par la suite dans la Guerre la ramena à sa couleur originale.
Après que Mégatron et Optimus Prime, les leaders des deux factions, se soient retrouvés sur Terre, le Decepticon Shockwave garda Cybertron, jusqu'au réveil de Mégatron en 1984 puis à son retour en 2005. Après l'attaque d'Unicron sur Cybertron et sa défaite, les Autobots parvinrent à reprendre la planète. Finalement, Vector Sigma absorba l'énergie d'un soleil au bord de la supernova et s'en servit pour réalimenter Cybertron, ramenant la planète à un nouvel âge d'or.
On sait que Cybertron possède au moins trois lunes, dont deux ont été consommées par Unicron en 2005. Après qu'Unicron ait été détruit, sa tête, seul élément intact de lui, devint un satellite artificiel de la planète.
Le point d'origine de Cybertron dans la galaxie n'a jamais été révélé dans la série originale, mais nécessitait à l'origine une porte stellaire dimensionnelle pour y retourner depuis la Terre. Plus tard, trois Transformers interstellaires se sont révélés capable de s'y rendre d'eux-mêmes en emportant éventuellement des passagers : Skyfire, Astrotrain et Omega Supreme. Parfois durant les deux premières saisons du cartoon original, Cybertron fut amenée dans le système solaire, et fut par deux fois assez proche de la Terre pour être vue par les humains à l'œil nu.

### Comics Marvels
Dans la version des comics Marvel, Cybertron est en réalité le corps matériel du robot Primus, équivalent positif d'Unicron. Primus a rendu les Transformers capables de se reproduire par "bourgeonnement" (un procédé similaire à la division cellulaire), et effacé leur mémoire quand il en résulta une énergie obscure appelée la Nuée. Durant les quatre millions d'années d'absence d'Optimus Prime et de Mégatron, une guerre de guérilla se produisit entre l'Emir Xaaron et le Seigneur Straxus jusqu'au retour des leaders en 1984. Des interférences de Shockwave, Starscream, Galvatron et Bludgeon perpétuèrent la guerre jusqu'à ce que les Autobots et les Decepticans s'unissent temporairement afin de défendre la planète contre Unicron, et ne joignent plus tard leurs forces pour commencer une nouvelle guerre contre Jhiaxus.
Dans le comic produit par Marvel, Cybertron est localisée à l'origine dans le système d'Alpha Centauri, mais elle a été déviée de son orbite d'origine par des millions d'années de guerre entre les Autobots et les Decepticans.

### Beast Machines
Dans la série Beast Machines: Transformers, faisant suite à Animutants, de nouvelles infos sur Cybertron sont révélés. En effet, lorsque les Maximals se cachent dans les profondeurs de la planète, ils découvrent la présence de fossiles d'espèces organiques, semblables à celles de la Terre. Révélant que Cybertron était autrefois une planète organique avant l'arrivée des Quintessons. On ignore cependant si la vie de ces espèces s'est éteinte avant ou après leur arrivée.
À la fin de la série, lorsque Optimus Primal chute dans le cœur de Cybertron avec Mégatron, la planète est entièrement reformatée pour devenir un monde techno-organique.

### Trilogie d'Unicron
Dans la série Transformers: Armada, Transformers: Energon et Transformers: Cybertron, Cybertron est encore une fois le corps matériel de Primus, et est habité, non seulement par les Autobots et les Decepticans, mais aussi les Mini-cans, bien que les deux premiers ignorent l'origine des Mini-cans. La Guerre entre les Autobots et les Decepticans est en partie causée par le désir de Mégatron de réunir tous les Mini-cans. Les Mini-cans finirent par fuir massivement, ce qui amena une trêve de 4 millions d'années (un million dans le comic Dreamwave) entre les deux principales factions. Dix années de paix suivent Armada (2002-2004) puis Energon (2014). Après l'apogée de Cybertron, la planète a une atmosphère plus vivable pour les humains et autres espèces organiques.

### Transformers
Dans le film sorti en 2007, Cybertron est montrée durant quelques images en flashback comme une planète métallique couverte de piques semblables à des lances et couverte de cadavres de Transformers à la suite de la guerre qui l'a ravagée. En accord avec le prequel comic du film, Optimus Prime et Mégatron coopéraient à l'origine pour diriger Cybertron. Dans cette version, c'est le AllSpark qui a donné la vie aux Transformers, et la guerre entre les Autobots et les Decepticons a commencé lorsque Mégatron a voulu s'emparer de l'objet pour lui-même. Optimus envoya le AllSpark dans l'espace pour empêcher Mégatron de s'en emparer, mais cela s'avéra une erreur, car sans lui, la planète, qui plus est ravagée par la Guerre, se détruisit peu à peu. Bumblebee fut donc envoyé récupérer le Cube, ce qui conduit à l'histoire du film. À la fin du premier volet, le AllSpark est détruit, ruinant toute chance de restaurer Cybertron, et les Autobots choisissent de s'installer sur Terre.

### Transformers: Animated
Dans Transformers: Animated, Cybertron est contrôlée par les Autobots, ces derniers ayant réussi à chasser les Decepticons de la planète peu avant la série, ce grâce à la technologie portes stellaires et des sentinelles Omega.
La planète est ici montrée comme une grande planète à la surface couverte de métal, avec quelques larges et longues tours clairement visibles depuis l'espace. Rien d'organique n'a encore été vu sur cette planète, suggérant qu'elle est une machine elle-même. La planète est essentiellement vue en flashback dans les deux premières saisons, mais des scènes présentes y ont lieu dans la saison 3.

### Transformers: Prime
Dans Transformers: Prime, Cybertron a été ravagé par des siècles de guerre et de conflits entre Autobots et Décépticons. La planète était morte et abandonnée jusqu'à la fin de la série, lorsque les autobots ont utilisé de la cybermatière pour restaurer le cœur de Cybertron qui était aussi le spark de Primus (une divinité Cybertronienne) quelques instants après toute la planète repris vie.